# Ángel Muñiz Alique
Ángel Muñiz Alique, también conocido como Muñiz Alique (La Coruña, 2 de agosto de 1926-León, 19 de marzo de 2022). Escultor criado en León cuya obra se reparte principalmente entre Argentina y la provincia de León (España). 

## Obras Destacadas

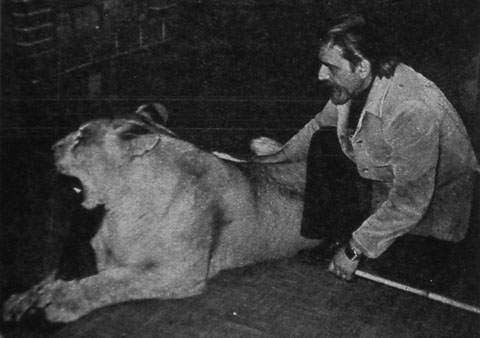
Muñiz Alique con "Leo".

### Argentina
- Monumento al Sagrado Corazón, en Bahía Blanca.
- Monumento de Aníbal Troncoso (exfutbolista de Boca Juniors), en Ingeniero White, Bahía Blanca.
- Busto de Alfredo Lorenzo Palacios (fundador del Partido Socialista Argentino), en Buenos Aires.
- Monumento a la Maternidad, en Saavedra.
- Busto de Raúl "Bebe" Capella (exjugador de rugby de Las Panteras), en Bahía Blanca.

### España
- Monumento de exaltación a la Lucha Leonesa, en León.
- Monumento al Peregrino (perteneciente al Camino de Santiago), en Mansilla de las Mulas (León).
- Busto de Francisco de Quevedo, en León.
- Monumento a San Francisco de Asís, en León.
- Busto del Rey de España Don Juan Carlos I, situado en el Ayuntamiento de León.
- Monumento a la Madre, en Ponferrada (León).
- Monumento al músico Ángel Barja, en el jardín del Cid de León.
- Monumento al Ganadero, en Boñar (León).
- Busto de Padre Isla, en León.
- Monumento al Minero, en Bembibre (León).
- Monumento al director de orquesta Odón Alonso, junto al auditorio de León.

## Citas

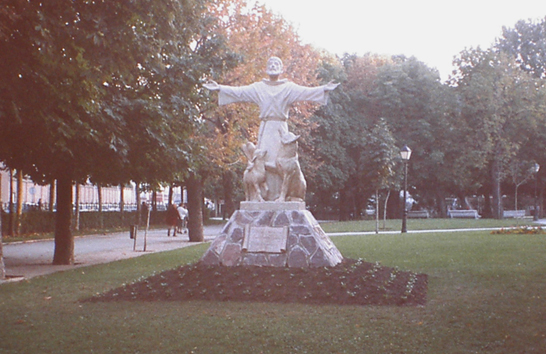
Monumento a San Francisco de Asís.

### Del Autor
"El escultor debe disfrutar creando. Y tiene que ser sencillo"
“El fin último es la expresión de la psicología, del alma. Puede haber, dentro de la concepción realista, un gusto por la anatomía o por los rasgos. Yo planteo la figura humana desde un punto de vista personal, esencial, el ser que, al final, nos diferencia a unos de otros”
"No mueve al creativo el dinero a ganar, sino la obra, pues la honradez, la sinceridad y el trabajo bien hecho, que es lo que se busca o pretende, son el pago que a cada uno le da su conciencia"
"Esculpir es llorar"
"Todos los estilos y tendencias son válidos mientras muestren al espectador esa honradez que las hace traspasar las fronteras del espíritu y del pensamiento"
"Si volviera a nacer sería de nuevo escultor"
"El arte es un camino con dos direcciones. Una, la que llega de un proceso, o tras meticulosa búsqueda, a la mente del artista. Y la otra, la que parte de la obra concluida hasta quien se para a mirarla"

### Sobre El Autor

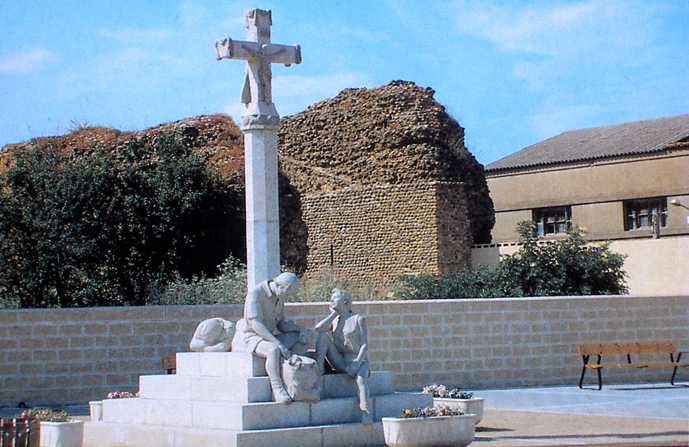
Monumento al Peregrino.

"Esforzado animador de la materia inerte, un escultor que se abre camino con el vigor de quien trabaja con fe".
Victoriano Crémer
"Escultor de oficio y de talento, humilde y perseverante, analista minucioso del texto y del contexto".
Marcos Oteruelo
"En la saga leonesa de los Muñiz Alique, se alza, como desafiante, la figura bohemia, señera, épica, entre tanto letrado, del hermano menor, Ángel: experimentado cazador de alegrías vitales, polifacético, viajero y aventurero, impetuoso corazón, buscador de formas y «hacedor» de modelos; creador".
Juan Carlos Yago
"Las plásticas esculturas son elocuentes testigos de sus sueños".
Paralelo 38
"Son figuras logradas en profundidad, sin ruidos, donde las ricas texturas no están puestas porque sí, sino en función de partes integrantes de la comunicativa síntesis que conjuga el todo".
La Gaceta
"Es un virtuoso "instrumentador" de la realidad, un fabricante de sueños y un sentimental él mismo, capaz de sustituir a fuerza de alma una natural propensión escéptica por una fe ingenua y contemplativa. El trabajo es transparente y directo, siempre orientado a llegar al público sin rebuscados efectismos, divorciado de ese sistemático oscurecimiento".
El Sureño
"Ángel Muñiz Alique trabaja con sus dedos y, allí, en el centro de su mundo, parece más grande, más compacto. Mientras diseña sus obras, intuye respuestas y esgrime el arte como la razón más valedera para dedicarse a él y a ninguna otra cosa".
Clarín
"Muñiz Alique habla como siente. Esculpe como siente. Vive como siente. Y siente con tal intensidad, que un enorme coro de rostros, de madres, de relieves y de símbolos atraviesa nuestra mirada agarrado de su mano".
Alfonso García
"Trabaja porque le interesa la "torrentada" de esculturas vivas que trasuntan los numerosos seres que las rodean".
La Nación
"Pudimos apreciar los detalles que trascienden de su acrisolada personalidad; su extraordinaria vitalidad y potente empuje nos lo presentan como a un verdadero hombre de lucha, y lo mejor de todo es que Muñiz Alique cree en aquello por lo cual lucha".
Panorama
"Es un hombre que se exige mucho: retoca, cuida, mima todo lo que sale de sus manos. Quiere dar al barro, a la piedra, a la madera, algo más de lo que la fisonomía de las personas ofrece".
Aguado

## Notas de Prensa

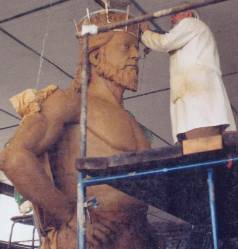
Muñiz Alique trabajando en el Monumento a Ordoño II.